# Daniel Braaten
Daniel Omoya Braaten (25 de mayo de 1982) es un futbolista noruego, que actualmente juega como centrocampista para el club noruego Stabæk IF. Ha jugado previamente para el Skeid Fotball, Rosenborg Ballklub y Toulouse Football Club, con 157 partidos y 13 goles en este último club. Braaten ha sido internacional 52 veces con Noruega.

## Trayectoria

### Carrera juvenil

#### Skeid Fotball
Nacido en Oslo, Noruega de padres inmigrantes de Nigeria, Braaten comenzó su carrera en la cantera Skeid Fotball a la edad de seis años. Más tarde ganó la Copa Júnior de Noruega con el equipo en 1999, 17 años. Al año siguiente fue ascendido al primer equipo.

### Carrera profesional

#### Skeid Fotball
Duró cuatro años con el Skeid Fotball, en la Primera División de Noruega 2000 quedaron décimos en la tabla, para la Primera División de Noruega 2001 terminaron en octava posición, el siguiente año en la desafortunada Primera División de Noruega 2002 estuvieron al borde del descenso, solo los salvó un gol de diferencia para estar un puesto por encima del Åsane Fotball, en la Primera División de Noruega 2003, su último año con el equipo terminaron en octavo lugar sin siquiera acencándose al ascenso.

#### Rosenborg Ballklub
Antes de firmar para Rosenborg, Braaten había despertado el interés de varios clubes en Noruega y en el extranjero, y tuvo un juicio con el lado francés Racing Club de Lens a finales de 2003 con Daniel Fredheim Holm. Sin embargo Braaten había entrenado con el Rosenborg ya en el otoño de 2002, pero todavía estaba en contrato con Skeid, antes de firmar en 2004 por aproximadamente 250.000 £.
Braaten se había convertido en uno de los jugadores más perfilados de la Tippeligaen, a través de su colorido estilo de juego poco tradicional y artístico. Se había convertido y conocido especialmente por sus habilidades técnicas individuales y de la fuerza física, y como un jugador que hizo cosas inesperadas en el campo, sorprendiendo a los dos jugadores rivales, así como el público. Él era famoso no solo por su ritmo, sino también por su dominio del seal dribble, un truco muy difícil que implica correr mientras rebota (y controlar) la bola en la parte superior de la cabeza. Su primera temporada con el club fue la Tippeligaen 2004 en la que Rosenborg resultó campeón imponiéndose con las mismas estadísticas pero con más victorias sobre el Vålerenga Oslo IF, en la Copa de Noruega 2004 caen en Cuartos de final 3-2 con el Lillestrøm, en la Liga de Campeones de la UEFA 2004-05 el Rosenborg pierde en Fase de grupos con dos puntos. Braaten marca el 6 de diciembre de 2005 en la derrota 2-1 con el Olympique de Lyon en la Liga de Campeones de la UEFA 2005-06, en la Tippeligaen 2005 terminan séptimos, en la Liga de Campeones de la UEFA 2005-06 fueron eliminados en la Fase de grupos y en la Copa de la UEFA 2005-06 caen en Dieciseisavos de final. Braaten termina campeón con el Rosenborg en la Tippeligaen 2006, en copa cae en semifinales con el Sandefjord Fotball. El 16 de mayo de 2007 marca un gol en liga en la victoria 4-1 sobre el IK Start Kristiansand, luego el 6 de junio marca otro gol en el empate en liga 2-2 contra el Aalesunds FK, Rosenborg termina 5 en liga y en copa termina eliminado en cuarta ronda.

#### Bolton Wanderers Football Club
El 3 de agosto de 2007 Braaten fichó por el Bolton Wanderers Football Club por una cifra de 450.000 £ y anotó su primer gol en el fútbol Inglés poco más de tres semanas más tarde, la compensación por el gol final en la victoria del Bolton por 3-0 sobre el Reading Football Club, el 8 de noviembre de 2007 tiene un mal partido y es sancionado con una tarjeta amarilla en el empate 2-2 con el Bayern de Múnich en la Copa de la UEFA 2007-08, su próximo y último partido con el club fue un empate 0-0 contra el Middlesbrough Football Club en la Premier League. En liga termina en 16.º lugar, en FA Cup fueron eliminados 0-1 por el Sheffield United Football Club en la Tercera ronda adecuada y en Copa de la UEFA fueron eliminados 2-1 por el Sporting de Lisboa en Octavos de final. Solo marca un gol en seis partidos jugados, siendo esta su peor y más pobre temporada.

#### Toulouse Football Club
Después de una dura temporada en Inglaterra, Braaten firmó un contrato de tres años con el equipo francés Toulouse el 25 de junio de 2008. El traspasó incluyó que Johan Elmander pasara a Bolton. Marcó su primer gol en la liga en la victoria del Toulouse 4-1 al París Saint-Germain Football Club. Él realizó una celebración única al girar sobre su espalda mientras giraba hacia arriba al mismo tiempo, después de anotar su primer gol para el club.
El club terminó 4.º en la Ligue 1 2008/09, mientras en la copa fueron eliminados en semifinales 1-2 por el En Avant de Guingamp, equipo que resultó campeón. El 8 de noviembre de 2009 marca el segundo gol de una victoria 3-2 de Ligue 1 2009/10 contra el Stade Rennais Football Club, el 3 de diciembre marca el único gol en la victoria 1-0 contra el F. K. Partizan Belgrado en la Liga Europa de la UEFA 2009-10, el 14 de febrero de 2010 marca el gol del empate 1-1 en la Ligue 1 contra el Football Club Lorient, el 20 de marzo marca en la derrota 4-1 con el Stade Rennais Football Club en Ligue 1 y el 4 de abril también en Ligue 1 marca el gol del empate 1-1 con en Union Sportive de Boulogne, en Ligue 1 2009/10 el club terminó 14.º, en la Copa de la Liga de Francia 2009-10 fueron eliminados en la prórroga 1-2 en semifinales por el Olympique de Marsella que resultó campeón, en la Copa de Francia de Fútbol 2009/10 fueron eliminados en Dieciséisavos de final 2-0 por el Stade Brestois 29 y en la Liga Europa de la UEFA 2009-10 lograron la Fase de grupos. En su siguiente temporada todos sus goles son en Ligue 1, el 7 de agosto de 2010 marca en la victoria 2-0 contra el Stade Brestois 29, el 15 de agosto en la victoria 1-2 contra el FC Girondins de Burdeos y otro el 21 de agosto en la victoria 2-1 contra el Arlés, el 28 de noviembre marca en la victoria 1-2 contra el Association de la Jeunesse Auxerroise y el 10 de abril de 2011 marca en el empate 2-2 contra el Olympique de Marsella, en Ligue 1 2010/11 terminan en 8.ª posición, en la Copa de Francia de Fútbol 2010/11 son eliminados en los Treintaidosavos de final 1-2 por el Paris Football Club, en la Copa de la Liga de Francia 2010-11 son eliminados en la Tercera ronda 2-1 en la prórroga por el Union Sportive de Boulogne. El 14 de enero de 2012 marca un gol en la derrota 3-1 contra el París Saint-Germain Football Club en Ligue 1, en la Ligue 1 2011/12 obtienen el 8.º lugar, en la Copa de Francia de Fútbol 2011/12 es eliminado en Treintaidosavos de final 1-0 por el GFCO Ajaccio, en la Copa de la Liga de Francia 2011-12 son eliminados en la Tercera ronda 1-2 por el OGC Niza. El 20 de octubre de 2012 marca en la goleada 0-4 contra el Évian Thonon Gaillard FC aunque fue amonestado con una tarjeta amarilla, su último gol con el club fue el 4 de mayo de 2013 en Ligue 1 en la victoria 4-2 contra el Lille Olympique Sporting Club, en Ligue 1 2012/13 termina en 10.º lugar, en la Copa de Francia de Fútbol 2012/13 son eliminados en Dieciséisavos de final 3-1 por el París Saint-Germain Football Club, y en Copa de la Liga de Francia 2012-13 son eliminados en octavos de final 1-0 en la prórroga por el Lille Olympique Sporting Club.

#### FC Copenhague

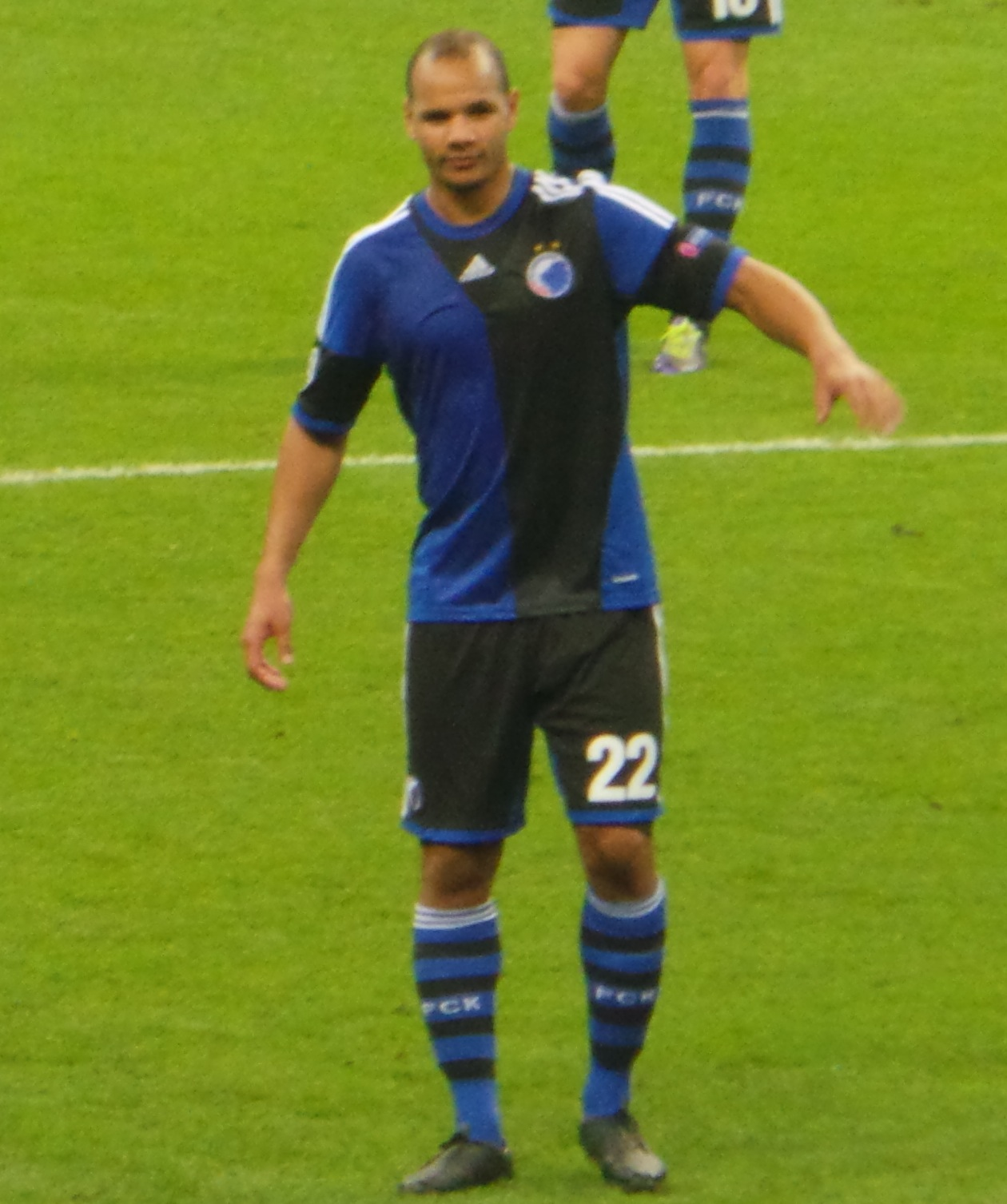
Braaten en 2013.

Fue liberado de su contrato en julio de 2013.
Braaten firmó por un año de duración un trato con el FC Copenhague danés el 2 de septiembre de 2013. Recibió la camiseta número 22. En la final de la temporada Braaten dejó Copenhague sin un nuevo contrato.
Su primer partido con el club fue el 14 de septiembre de 2013 en un partido de Superliga de Dinamarca 2013-14 que empató 1-1 contra el Esbjerg fB, el 5 de noviembre marca el gol de la victoria 1-0 sobre el Galatasaray Spor Kulübü en la Liga de Campeones de la UEFA 2013-14, el 6 de abril de 2014 marca en la victoria 2-0 contra el Sønderjysk Elitesport en la Superliga de Dinamarca 2013-14, el club termina subcampeón en la Superliga de Dinamarca 2013-14, también fueron subcampeones en la Copa de Dinamarca tras perder la final 4-2 contra el Aalborg Boldspilklub, en la Liga de Campeones de la UEFA 2013-14 fueron eliminados en la Fase de grupos, pero fueron campeones de la The Atlantic Cup 2014 luego de jugar contra clubes como Örebro SK, SV Mattersburg y gigantes como FC Spartak de Moscú, Breiðablik UBK, Football Club Slovan Liberec, FC Midtjylland y FH Hafnarfjörður.

#### Vålerenga Oslo IF
El 9 de febrero de 2015 firmó un contrato de un año con Kjetil Rekdal y Vålerenga en la Tippeligaen noruega después de casi ocho meses como agente libre. Anotó su primer gol con su nuevo club de visitante frente al Sandefjord FK en su cumpleaños, el 25 de mayo, terminó la temporada 2015 en séptimo puesto, en copa fueron eliminados en la Segunda ronda 1-0 contra el Gjøvik-Lyn.

#### SK Brann Bergen
El 3 de diciembre de 2015, se anunció que su contrato no sería renovado, algo que sorprendió a muchos críticos ya que había obtenido buenos resultados en la temporada anterior. Después de entrenar con SK Brann Bergen durante el invierno, firmó un contrato de un año con el club el 21 de febrero de 2016, su cuarto club noruego en otros tantos años. Su debut con el club fue el 13 de marzo en liga en el empate 2-2 contra el Strømsgodset IF, jugó 62 minutos.

#### Stabæk IF
Tras quedar libre del Brann a finales de 2018, en febrero de 2019 firmó por el Stabæk IF.

## Selección nacional

### Selección de fútbol sub-21 de Noruega
Jugó cuatro partidos para Noruega U18 en 2000, y dos partidos para Noruega U21 en 2003.

### Selección de fútbol de Noruega

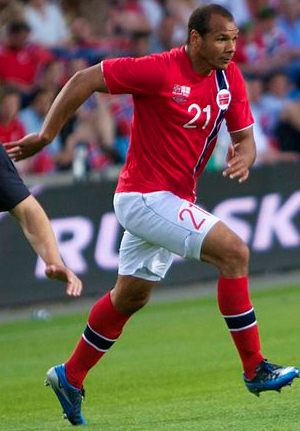
Braaten jugando para Noruega en un partido amistoso en mayo de 2012.

Braaten hizo su debut para Noruega el 22 de enero de 2004 en un partido amistoso contra Suecia, cuando jugaba para Skeid en la Primera División de Noruega, la liga de segundo nivel en Noruega. Su primer gol como internacional fue contra Estonia, en un partido amistoso el 20 de abril de 2005, un partido de Noruega ganó 2-1. A partir de febrero de 2013, que ha sido internacional muchas veces para Noruega, anotando tres goles.

#### Goles internacionales
En las puntuaciones y resultados se enumeran los goles de Noruega primero.
| #  | Fecha                 | Lugar                            | Oponente            | Puntuación | Resultado | Competencia                                                          |
| -- | --------------------- | -------------------------------- | ------------------- | ---------- | --------- | -------------------------------------------------------------------- |
| 1. | 20 de abril de 2005   | A. Le Coq Arena, Tallin, Estonia | Estonia             | 1–0        | 2–1       | Partido amistoso                                                     |
| 2. | 6 de junio de 2007    | Ullevaal Stadion, Oslo, Noruega  | Hungría             | 2–0        | 4–0       | Clasificación para la Eurocopa 2008 Grupo C                          |
| 3. | 11 de junio de 2013   | Ullevaal Stadion, Oslo, Noruega  | Macedonia del Norte | 2–0        | 2–0       | Partido amistoso                                                     |
| 4. | 15 de octubre de 2013 | Ullevaal Stadion, Oslo, Noruega  | Islandia            | 1–1        | 1–1       | Clasificación de UEFA para la Copa Mundial de Fútbol de 2014 Grupo E |

Fuente:

## Clubes
| Club                           | País        | Año       |
| ------------------------------ | ----------- | --------- |
| Skeid Fotball                  | Noruega     | 2000-2004 |
| Rosenborg Ballklub             | Noruega     | 2004-2007 |
| Bolton Wanderers Football Club | Reino Unido | 2007-2008 |
| Toulouse Football Club         | Francia     | 2008-2013 |
| FC Copenhague                  | Dinamarca   | 2013-2014 |
| Vålerenga Oslo IF              | Noruega     | 2015-2016 |
| SK Brann Bergen                | Noruega     | 2016-2018 |
| Stabæk IF                      | Noruega     | 2019-     |

## Palmarés

### Club

#### Rosenborg Ballklub
- Tippeligaen: 2

Tippeligaen 2004, Tippeligaen 2006

#### FC Copenhague
- The Atlantic Cup: 1

The Atlantic Cup 2014